# Pelican Rapids (Minnesota)
Pelican Rapids es una ciudad situada en el condado de Otter Tail, Minesota, Estados Unidos. Tiene una población estimada, a mediados de 2022, de 2602 habitantes.

## Geografía
La localidad está ubicada en las coordenadas 46°34′13″N 96°5′9″O / 46.57028, -96.08583. Según la Oficina del Censo, tiene una superficie total de 7.01 km², de los cuales 6.69 km² corresponden a tierra firme y 0.32 km² están cubiertos de agua.

## Demografía
Según el censo de 2020, en ese momento había 2577 personas residiendo en la localidad. La densidad de población era de 385.20 hab./km². El 48.12 % de los habitantes eran blancos, el 16.10 % eran afroamericanos, el 1.09 % eran amerindios, el 3.65 % eran asiáticos, el 21.54 % eran de otras razas y el 9.51 % eran de una mezcla de razas. Del total de la población, el 33.02 % eran hispanos o latinos de cualquier raza.

### Evolución demográfica
| 1890 | 1900 | 1910 | 1920 | 1930 | 1940 | 1950 | 1960 | 1970 | 1980 | 1990 | 2000 | 2010 | 2020 | 2022 (est.) |
| ---- | ---- | ---- | ---- | ---- | ---- | ---- | ---- | ---- | ---- | ---- | ---- | ---- | ---- | ----------- |
| 624  | 1033 | 1019 | 1156 | 1365 | 1560 | 1676 | 1693 | 1835 | 1867 | 1886 | 2374 | 2464 | 2577 | 2602        |

## Localidades adyacentes
El diagrama siguiente presenta las localidades en un  radio de 28 km alrededor de Pelican Rapids.